# Cejancas
Cejancas es una localidad del municipio de Valderredible (Cantabria, España). Está localizada a 735 m s. n. m., y dista 13 km de la capital municipal, Polientes. En el año 2024 contaba con una población de 7 habitantes (INE).

## Paisaje y naturaleza
Cejancas se apila en la margen izquierda del arroyo Carrales que aquí se toma un respiro poco antes de unirse al río Panero, recién salido de las umbrías del monte Hijedo, que ya se anuncia en agrupaciones de robledal que tienen mayor consistencia que en el resto de Valderredible.

## Patrimonio histórico
De mediados del siglo XIII es su iglesia de San Miguel, con un estilo a caballo entre el románico y el gótico y que conoció reformas en el siglo XVII, cuando se añadieron la sacristía y la espadaña. Su caserío forma un pequeño conjunto de arquitectura popular.
Existen dos pequeños habitáculos rupestres por encima del pueblo de la época de Repoblación (S. IX y X) conocidos con el nombre de los Hornillos.
- Datos: Q944406